# エチオピアの国家元首の一覧
エチオピアの国家元首の一覧（エチオピアのこっかげんしゅのいちらん）はエチオピア歴代政体における元首の一覧である。政体によって国名及び役職名は異なる。

## エチオピア帝国皇帝（王）
エチオピア帝国の皇帝は、「ネグサ・ナガスト（諸王の王）」と呼ばれるが時代によって君主の権威に応じ「ネグス」（王）、もしくは「ラス」（諸侯、文字通りには「頭」）と呼ばれていた。

### ザグウェ朝
- マラ・テクレ・ハイマノート（皇帝）
- タタディム（王）
- Jan Seyum（王）
- Germa Seyum（王）
- Yemrehana Krestos（王）
- Kedus Harbe（王）
- ゲブレ・マスケル・ラリベラ（王）
- ナクト・レアブ（王）
- ヤットバラク（王、1189年 - 1229年）
- （マイラリ）（王）
- （ハルバイ）（王）

### ソロモン朝
- イクノ・アムラク（皇帝、1270年8月10日 - 1285年6月19日）
- ソロモン1世（皇帝、1285年6月18日 - 1294年）
- センファ・アレド4世（皇帝、1294年 - 1295年）
- Hezba Asgad（皇帝、1295年 - 1296年）
- Qedma Asgad（皇帝、1296年 - 1297年）
- Jin Asgad（皇帝、1297年 - 1298年）
- Saba Asgad（皇帝、1298年 - 1299年）
- ウェデム・アラド（皇帝、1299年 - 1314年）
- アムダ・セヨン1世（1314年 - 1344年）
- ネワヤ・クレストス（1344年 - 1372年）
- ネワヤ・マリアム（1372年 - 1382年）
- ダウィト1世（1382年 - 1413年10月6日）
- テオドロス1世（1413年 - 1414年）
- イシャク1世（1414年 - 1429年）
- アンドレイヤス（1429年 - 1430年）
- テクレ・マリアム（1430年 - 1433年）
- Sarwe Iyasus （1433年）
- Amda Iyasus（1433年 - 1434年）
- ザラ・ヤコブ（1434年6月 - 1468年）
- バエダ・マリアム1世（1468年8月26日 - 1478年11月8日）
- エスケンデル（1478年 - 1494年）
- アムダ・セヨン2世（1494年 - 1494年10月26日）
- ナオド（1494年 - 1508年7月31日）
- ダウィト2世（1508年 - 1540年）
- ガローデオス（1540年 - 1559年）
- メナス（1559年 - 1563年2月1日）
- サルツァ・デンゲル（1563年 - 1597年）
- ヤコブ（1597年 - 1603年）
- ザ・デンゲル（1603年 - 1604年）
- ヤコブ（復位、1604年 - 1606年）
- スセニョス1世（1606年 - 1632年）
- ファシラダス（1632年 - 1667年10月18日）
- ヨハンネス1世（1667年 - 1682年）
- イヤス1世（1682年 - 1706年）
- （イシャク・イヤス）（1685年?）
- テクレ・ハイマノート1世（1706年 - 1708年）
- （アムダ・セヨン）（1707年9月）
- テオフロス（1708年7月1日 - 1711年10月14日）
- (Nebahne Yohannes)（1709年 - 1710年）
- ヨストス（1711年10月14日 - 1716年2月19日）
- ダウィト3世（1716年2月8日 - 1721年5月18日）
- ベカファ（1721年5月18日 - 1730年9月19日）
- イヤス2世（1730年9月19日 - 1755年6月26日）
- (Atse Hezqeyas)（1736年 - 1737年）

### 後期ソロモン朝
諸侯たちの時代（王子たちの時代・審判の時代）。ゴンダールの皇帝が名目上のものとなり、各地の諸侯が覇権を競った時代。有力な諸侯によって皇帝は度々すげ替えられたり、立てられたりした。
- イヨアス1世（1755年6月26日 - 1769年5月7日）
- ヨハンネス2世（1769年5月7日 - 1769年10月18日）
- テクレ・ハイマノート2世（1769年10月18日 - 1770年6月）
- スセニョス2世（1770年6月 - 1770年12月）
- テクレ・ハイマノート2世（復位、1770年 - 1777年4月13日）
- ソロモン2世（1777年4月13日 - 1779年7月20日）
- ギヨルギス1世（1779年7月20日 - 1784年）
- イヤス3世（1784年2月16日 - 1788年4月24日）
- (Atse Iyasu)（1787年 - 1788年）
- (Atse Baeda Maryam)（1787年 - 1788年）
- テクレ・ハイマノート（ゴンダル、1788年 - 1789年）
- ギヨルギス1世（復位・1度目、1788年 - 1789年）
- Hezqeyas（1789年7月26日 - 1794年1月）
- ギヨルギス1世（復位・2度目、1794年 - 1795年）
- バエダ・マリアム2世（1795年4月15日 - 1795年12月）
- ギヨルギス1世（復位・3度目、1795年 - 1796年）
- ソロモン3世（1796年5月20日 - 1797年7月15日）
- ヨナス（1797年8月18日 - 1798年1月4日）
- ギヨルギス1世（復位・4度目、1798年 - 1799年）
- ソロモン3世（復位、1799年6月16日 - 1799年7月25日）
- デメトロス（1799年7月25日 - 1800年3月24日）
- ギヨルギス1世（復位・5度目、1800年 - 1800年6月）
- デメトロス（復位、1800年6月 - 1801年6月）
- Egwale Seyon（1801年6月 - 1818年6月3日）
- イヨアス2世（1818年6月19日 - 1821年6月3日）
- Gigar（1821年6月3日 - 1826年4月）
- バエダ・マリアム3世（1826年4月の数日間）
- Gigar（復位、1826年4月 - 1830年6月18日）
- イヤス4世（1830年 - 1832年3月18日）
- ゲブレ・クレストス（1832年3月18日 - 1832年）
- サハレ・デンゲル（1832年 - 1832年）
- ゲブレ・クレストス（復位、1832年 - 1832年6月8日）
- サハレ・デンゲル（復位・1度目、1832年 - 1840年8月29日）
- (Egwale Anbesa)（1832年）
- ヨハンネス3世（1840年 - 1841年10月）
- サハレ・デンゲル（復位・2度目、1841年10月-1845年）
- ヨハンネス3世（復位・1度目、1845年 - 1845年）
- サハレ・デンゲル（復位・3度目、1845年 - 1850年）
- ヨハンネス3世（復位・2度目、1850年 - 1851年）
- サハレ・デンゲル（復位・4度目、1851年 - 1855年2月11日）

### テオドロス朝
- テオドロス2世（1855年2月9日 - 1868年4月13日）
旧名：カッサ・ハイル

### ザグウェ朝（近代）
ザグウェ朝の末裔であるギヨルギス2世が皇帝位にあった期間もまたザグウェ朝と呼ばれる。
- ギヨルギス2世（1868年6月11日 - 1871年7月11日）

### ティグレ朝
- ヨハンネス4世（1871年7月11日 - 1889年3月9日）
旧名：ラス・カッサ

### ソロモン朝（近代）
- メネリク2世（1889年3月9日 - 1913年12月12日）
旧ショア王
- イヤス5世（1913年12月12日 - 1916年9月27日）
戴冠せず
- ザウディトゥ（1916年9月27日 - 1930年4月2日）
- ハイレ・セラシエ1世（1930年4月2日 - 1936年）
旧名：ラス・タファリ・マコンネン（ラス・テフェリ・マコンネン）。戴冠は1930年11月2日。1936年、イタリア王国のエチオピア併合によりイギリスに亡命。ただし、ハイレ・セラシエ1世は「国を失って退位した」のではなく「在位のまま亡命していた」と主張した。

### サヴォイア朝（東アフリカ帝国）
- ヴィットーリオ・エマヌエーレ3世（1936年5月9日 - 1941年）
イタリア国王による兼摂（イタリア領東アフリカ、同君連合）。

### ソロモン朝（戦後）
- ハイレ・セラシエ1世（1941年5月5日 - 1974年9月12日）
1941年にエチオピア解放を受けて帰国。1974年、軍部のクーデタにより廃位、1975年8月27日に殺害される。
- アスファ・ウォッセン（1974年9月12日 - 1975年3月12日）
ハイレ・セラシエ1世の皇太子。デルグ政権（アマン・アンドム政権）によって（皇帝ではなく）「国王」に指名されたものの実効性はなく、かつ、アスファ・ウォッセン太子自身も父帝ハイレ・セラシエ1世の廃位と自らの国王即位を認めなかった。クーデター時には国外にいたが、そのままイギリスに亡命し、さらにアメリカに移住した。1989年には改めてエチオピア皇帝への即位とアムハ・セラシエ1世の名乗りを上げ、翌年には夫人も「皇后」の称号を名乗った。1997年、バージニア州にて崩御。